# Melissotarsus
Genre
Melissotarsus est un genre de fourmis de la sous-famille des Myrmicinae. On les trouve dans l'écozone afrotropicale et la région malgache, où elle vivent sous le bois en creusant des tunnels sous la surface. On ne les voit jamais en dehors de leurs nids ce qui contribue à leur réputation d'espèces rares. Elles sont considérées comme des pestes du fait des dommages qu'elles occasionnent aux arbres, notamment des essences à grande importance économique comme le manguier et les arbres de la famille des Burseraceae incluant Aucoumea klaineana, Dacryodes buettneri,  et Dacryodes edulis.
Melissotarsus vivent en association étroite avec des cochenilles de la famille des Diaspididae,. Une étude au Cameroun estime qu'un seul arbre Dacryodes edulis était hôte de près de 1,5 million de Melissotarsus beccarii (larves incluses) et environ 0,5 million de Diaspis; avec des densités respectives de 43 et 15 milliers de M. beccarii et de Diaspis par mètre carré d'écorce. Les Melissotarsus semblent se nourrir des armures produites par les cochenilles car celle-ci en sont dépourvues lorsqu'elles sont élevées par les fourmis; le nid est invisible depuis l'extérieur, enfoui sous l'écorce épaisse.

## Espèces
- Melissotarsus beccarii Emery, 1877
- Melissotarsus emeryi Forel, 1907
- Melissotarsus insularis Santschi, 1911
- Melissotarsus weissi Santschi, 1910